# Kaufhaus Gustav Ramelow (Bützow)
Das ehemalige Kaufhaus Gustav Ramelow ist ein im Stil der Klassischen Moderne gebautes Kaufhausgebäude. Es befindet sich in der Schloßstraße 8 in Bützow im Landkreis Rostock. Es war von 1890 bis 1945 eine Filiale der deutschen Modehauskette Gustav Ramelow KG.

## Gründer

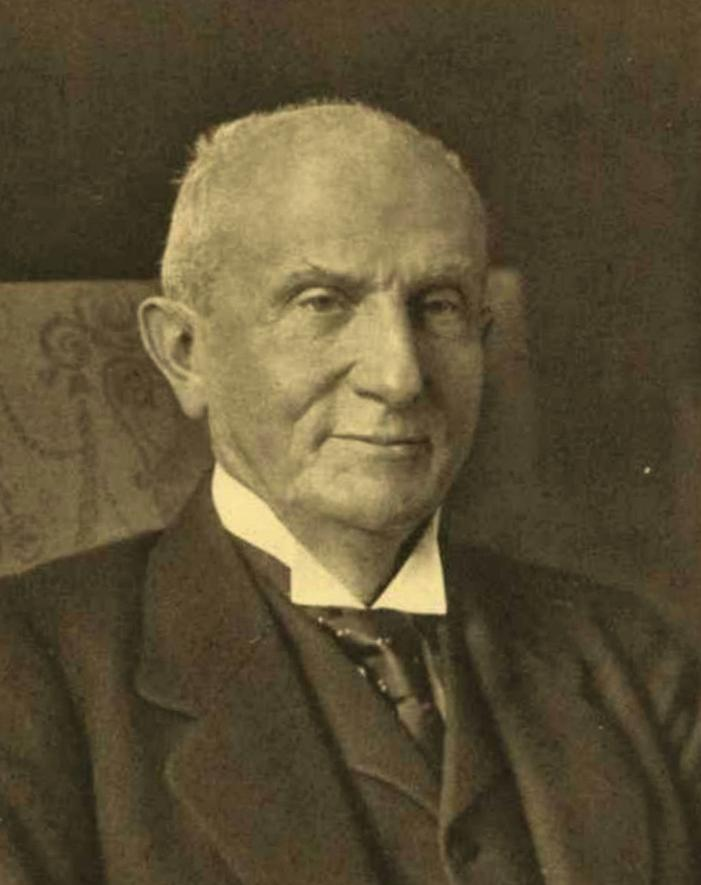
Gustav Ramelow

Gustav Friedrich Heinrich Ramelow (* 3. Juli 1854 in Grevesmühlen) und sein zwei Jahre jüngerer Freund Rudolph Karstadt gingen gemeinsam zur Schule. Ihre Väter hatten nebeneinander kleinere Geschäfte mit Manufakturwaren. 1870 folgte eine Lehre als Kaufmann in dem Manufakturwarengeschäft C. Berling in Schwerin. 1872 hatte der Vater zu seinem Grevesmühlener Geschäft ein Manufakturwaren-Lager in Klütz zur Liquidation übernommen. Ramelow bat seinen Vater leihweise um Startkapital und das Recht, ein eigenständiges Geschäft zu führen. So wurde am 17. Februar 1872 die Firma Ramelow & Sohn in Klütz eingetragen. In den meisten Geschäften wurden Stoffe zum Selbstnähen verkauft, die Ware erstmal „angeschrieben“ und später bezahlt. Ramelow hatte eine Innovation mit fertig konfektionierter Bekleidung nur gegen sofortige Barzahlung. Mit dem Geld, das er einnahm, konnte er sofort wieder neue Ware in Berlin einkaufen. Begleitet und unterstützt wurde er von seinem Freund Rudolph Karstadt. Karstadt eröffnet 1881 sein erstes, eigenes Kaufhaus in Wismar.
Das erste Kaufhaus mit Namen Gustav Ramelow wurde 1882 in Klütz eröffnet. Ramelow war mit seinen Angeboten so vielfältig und günstig, da er in Mecklenburg Konfektionen für seine Häuser selbst fertigen ließ und für alle Filialen Großeinkäufe tätigen konnte. Aus der Gustav Ramelow GmbH wurde 1920 eine Kommanditgesellschaft.
Am 17. November 1925 starb Gustav Ramelow in Berlin, die Söhne des Gründers Kurt, Wilhelm und Hans Ramelow übernahmen das Unternehmen. Bis 1945 erweiterten sie die Gesellschaft auf 34 Kaufhäuser in ganz Nord-Ostdeutschland, sie reichten von Bremerhaven bis Neustettin. Durch Enteignung und Verstaatlichung der Kaufhäuser in der sowjetischen Besatzungszone, blieben der Gustav Ramelow KG nur drei Häuser in der alliierten Besatzungszone. Bis heute ist das Unternehmen in vierter Generation in Familienbesitz und führt acht Warenhäuser.

## Gebäude

### 1890
1889 kaufte Ramelow vom Schlossermeister Schütt das Haus Nr. 105 (heute Nr. 8) in der Schlossstraße zu Bützow. Am 24. Januar 1890 stellte der Kaufmann einen Bauantrag beim Magistrat der Stadt Bützow. Ramelow ließ das Schlosserhaus umbauen. So entstand im Erdgeschoss ein Manufakturwarengeschäft mit Schaufenstern, im Obergeschoss eine Wohnung für den Geschäftsführer Wilhelm Petrow. Im Sommer 1890 eröffnete Gustav Ramelow in Bützow seine vierte Filiale.

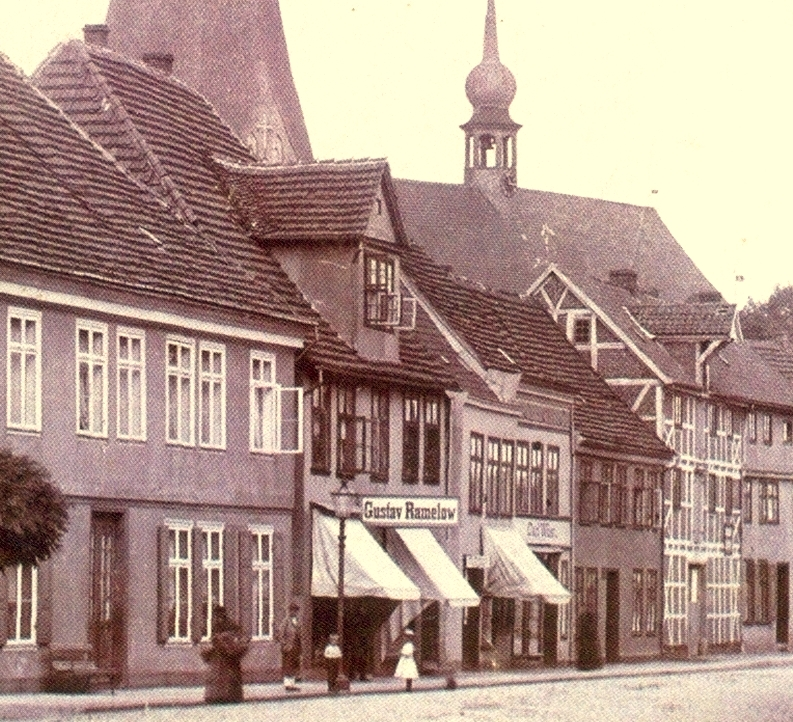
Blick in die Schloßstraße
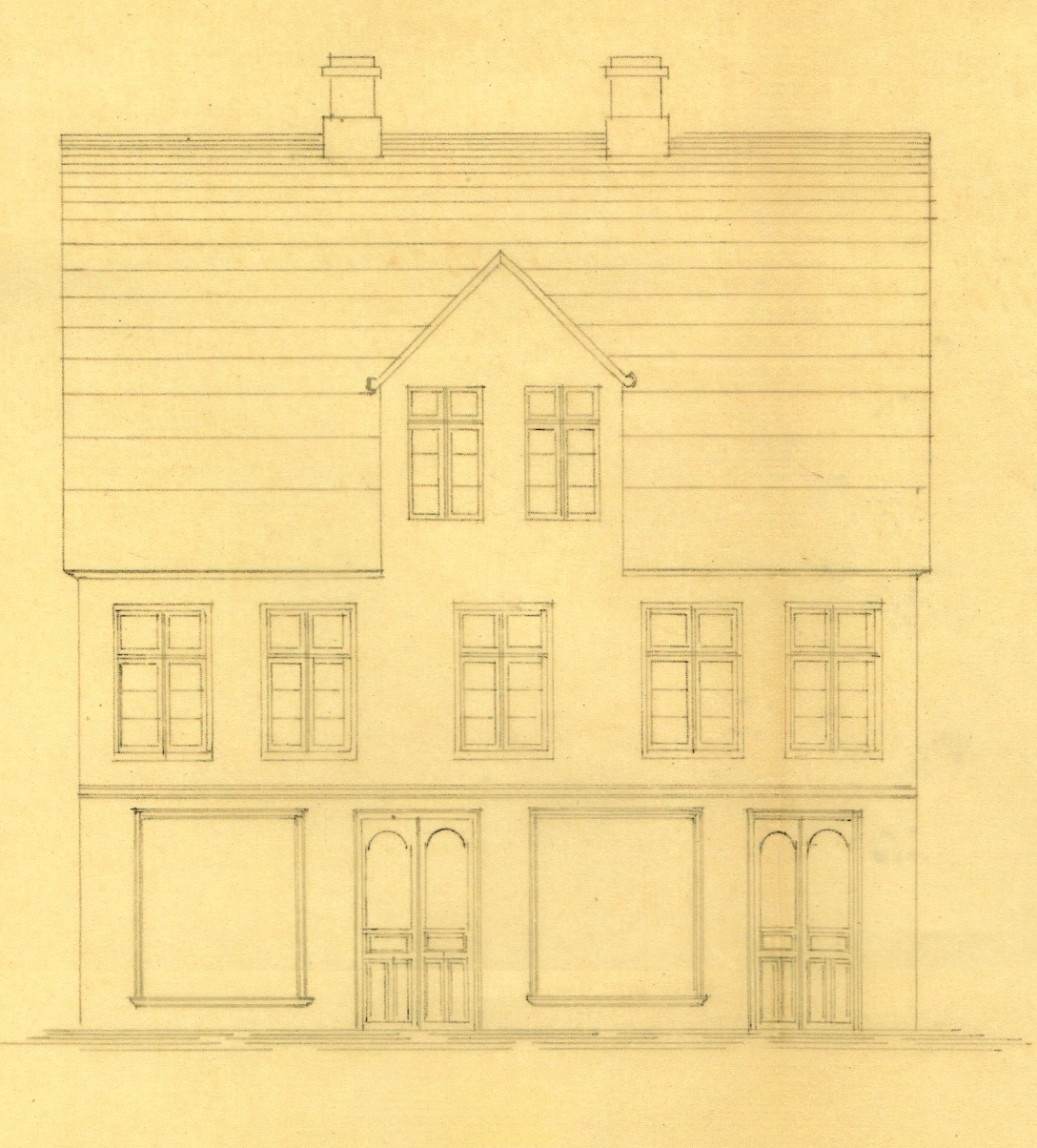
Bauzeichnung Vorderansicht

### 1903
1903 baute Ramelow das Manufakturwarengeschäft zu einem stattlichen Kaufhaus um, das erste und einzige der Stadt Bützow. Das dreigeschossige Gebäude wurde in der typischen Kaufhaus-Architektur erbaut. Große Schaufenster jeweils im linken und rechten Gebäudeteil bestimmten über drei Etagen die Ansicht. Auf dem Dach im hinteren Teil des Gebäudes wurde ein Oberlicht eingebaut, die Öffnung der Decke setzte sich bis zum ersten Obergeschoss fort, sodass mehr Licht in die Verkaufsräume fiel.

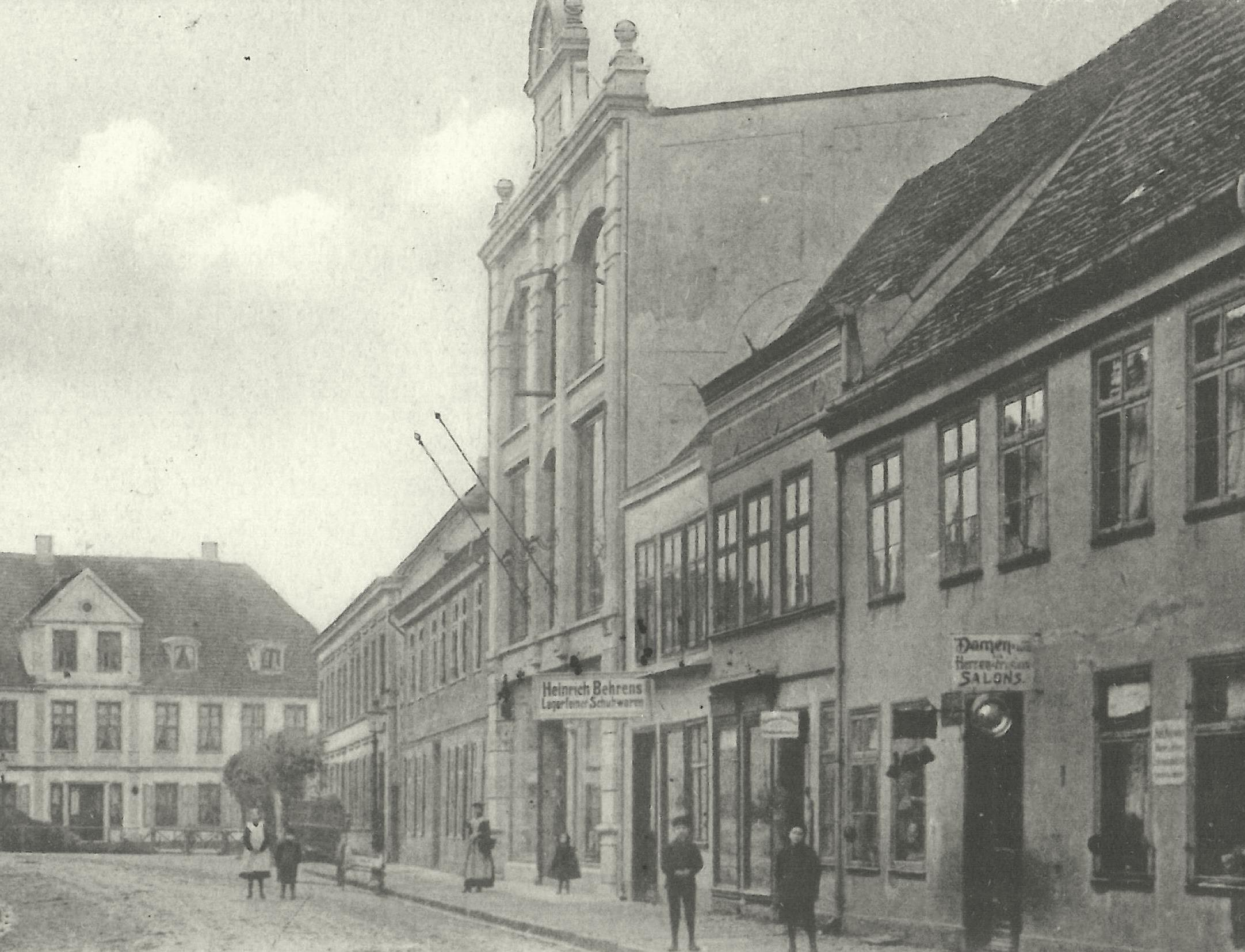
Blick in die Schloßstraße
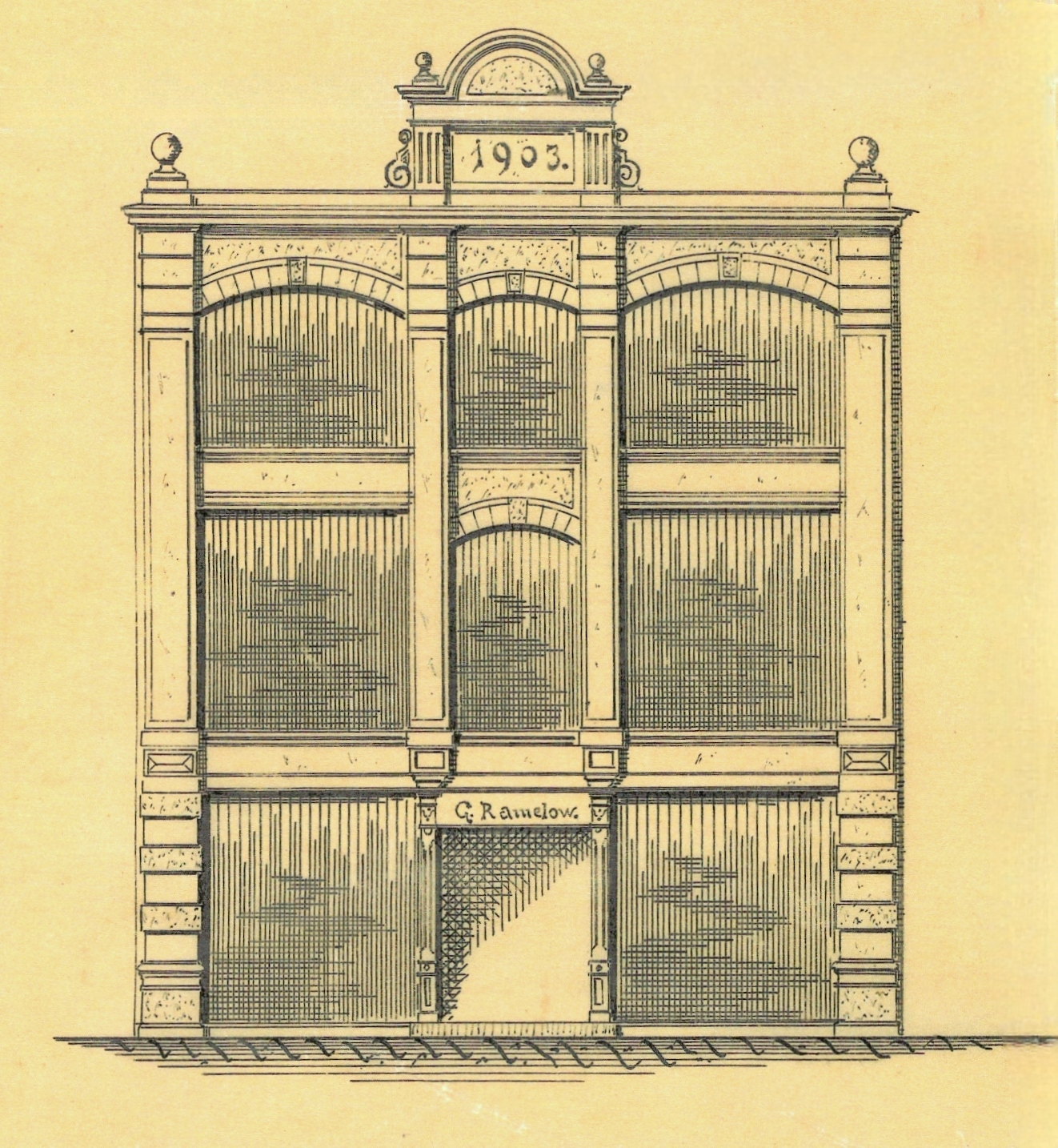
Bauzeichnung Vorderansicht
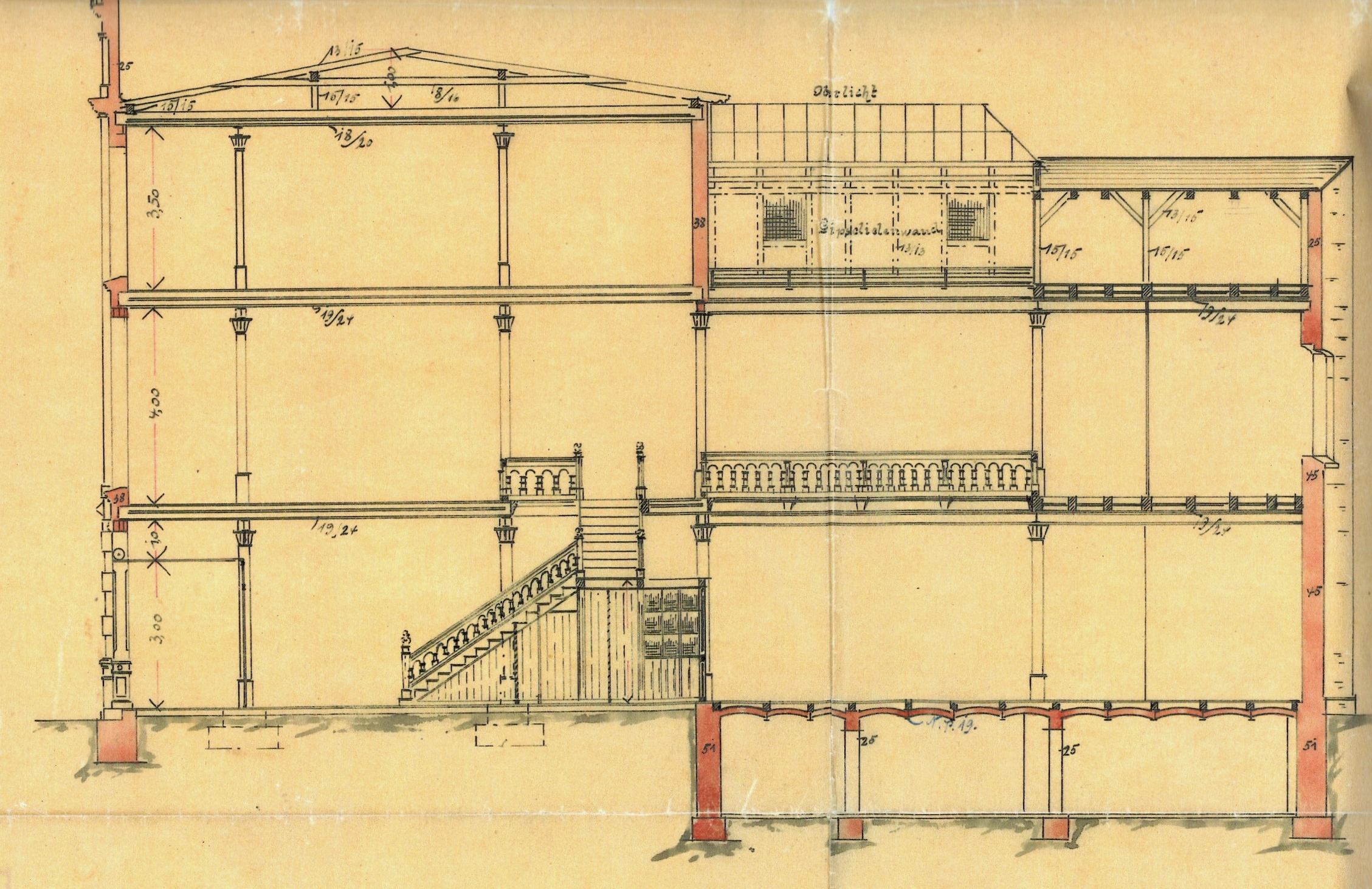
Bauzeichnung Querschnitt

### 1920
1919 entwarf der Architekt Fritz Ebhardt (1894–1958), Schwiegersohn von Ramelow und Sohn des Burgenbauers Bodo Ebhardt, ein größeres Kaufhaus. Es wurde 1920 erbaut. Das Gebäude erhielt eine neue Fassade mit Dreiecksgiebel, die kleinere Bekrönung, in deren Putzfeld die Jahreszahl 1903 stand, die Segmentbögen der Schaufenster wurden entfernt. Kleine Schaufenster mit weiten Auslagen in der Vorhalle, größerer Lichthof und zweckmäßiger Einrichtung entstanden.
Die Treppe, die in der Mitte der Verkaufsräume lag, wurde verlegt.

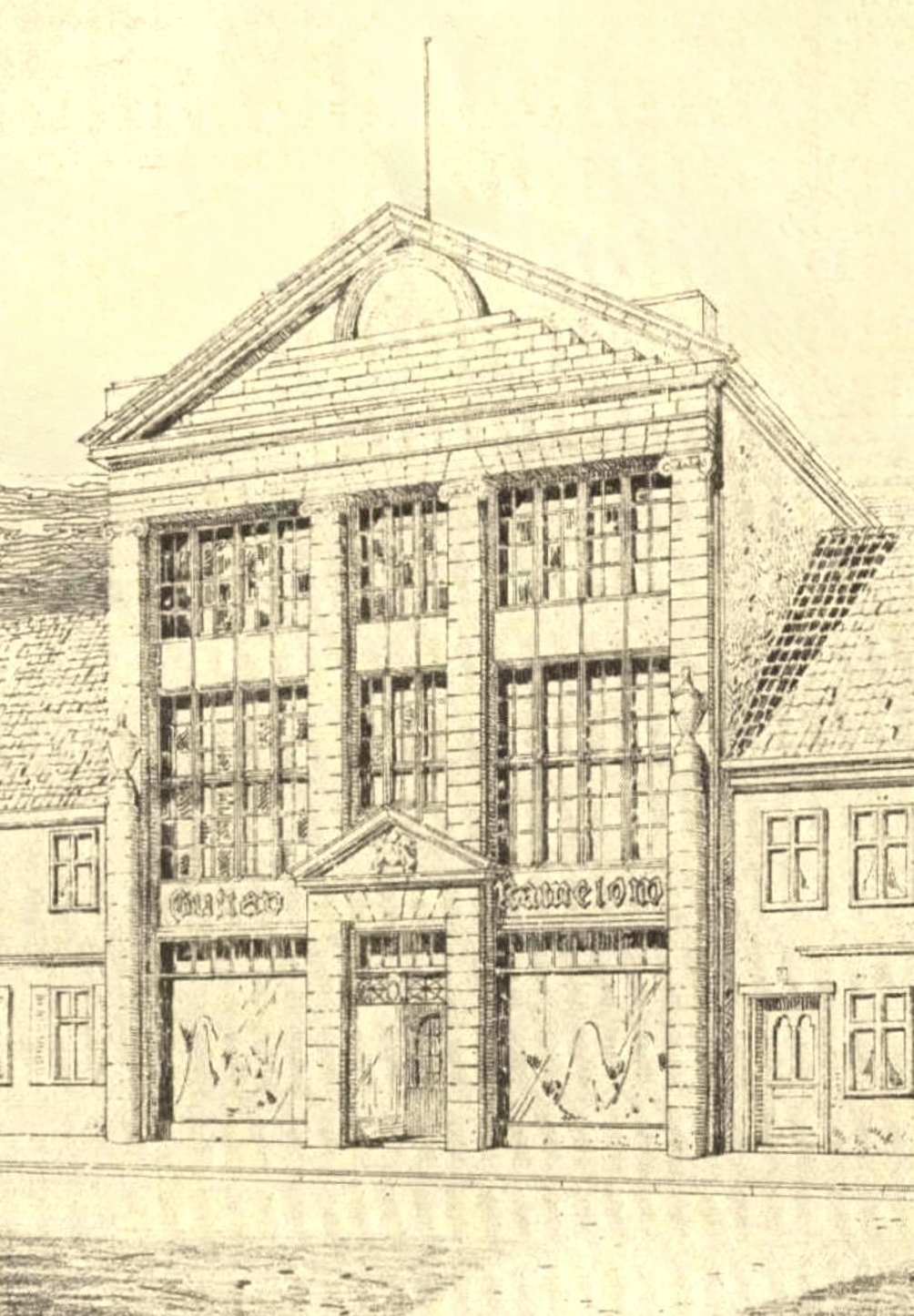
Bauzeichnung Vorderansicht
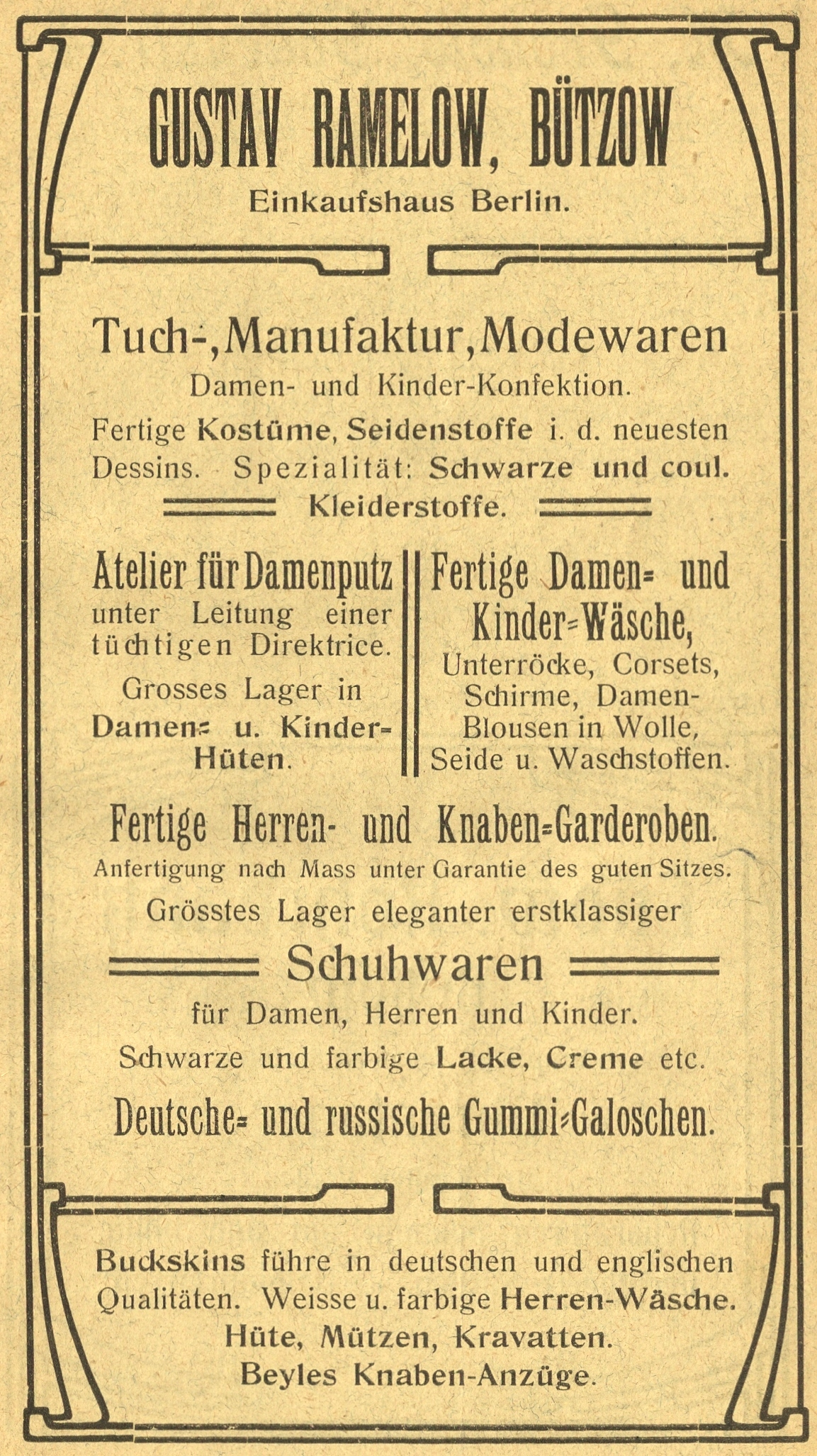
Annonce

### 1945–1991
Die Sowjetische Militäradministration in Deutschland hatte mit dem Befehl Nr. 124 über die Beschlagnahme und provisorische Übernahme einiger Eigentumskategorien in Deutschland vom 30. Oktober 1945 das Vermögen zahlreicher Industriegesellschaften und Fabrikanten unter Zwangsverwaltung gestellt. Man sprach von Sequestrierung durch einen Treuhänder. So auch das Kaufhaus Gustav Ramelow in Bützow.
Das Gebäude wurde 1949 verstaatlicht und war bis 1991 ein Konsum-Kaufhaus „Kontakt“.

### Gegenwart
Im Jahr 1993 wurde das Gebäude von einer Schleswig-Holsteiner Kaufhaus-Kette erworben, umgebaut und saniert. In dem Gebäude befindet sich bis heute ein Kaufhaus.

### Nachbildung der Hausansicht
In der Miniaturstadt Bützow im Gewerbegebiet Tarnower Chaussee-Nebelring werden im Maßstab 1:10 Häuser der Stadt Bützow aus den Jahren von 1850 bis 1900 im historischen Stil originalgetreu nachgestellt. Hier findet man den Nachbau, Ansicht von 1903 des Kaufhaus Gustav Ramelow in Bützow.